# Xã Bruce, Quận Chippewa, Michigan
Xã Bruce (tiếng Anh: Bruce Township) là một xã thuộc quận Chippewa, tiểu bang Michigan, Hoa Kỳ. Năm 2010, dân số của xã này là 2.128 người.